# Eugenio Massi
Eugenio Massi OFM (chinesisch 希賢; * 13. August 1875 in Monteprandone, Königreich Italien; † 10. Dezember 1944 in Hankou, Hubei, Republik China) war ein italienischer Geistlicher.
Am 15. August 1890 legte er seine Profess im Franziskanerorden ab. Am 20. Februar 1898 wurde er zum Priester für den Franziskanerorden geweiht. Papst Pius X. ernannte ihn am 15. Februar 1910 zum Apostolischen Vikar von Northern Shansi in China und Titularbischof von Ioppe. Agapito Augusto Fiorentini OFM, sein Vorgänger, weihte ihn am 15. Mai 1910 in Taiyuanfu zum Bischof. Mitkonsekratoren waren Giovanni Menicatti PIME, Apostolischer Vikar von Northern Honan, und Jules-Auguste Coqset CM, Apostolischer Vikar von Southwestern Chi-Li. Am 7. Juni 1916 ernannte der Papst ihn zum Apostolischen Vikar von Central Shensi. Papst Pius XI. änderte den Namen des Vikariats am 3. Dezember 1924 in Sianfu und ernannte ihn im Juli 1925 gleichzeitig zum Apostolischer Administrator des Apostolischen Vikariats Hankou. Am 26. Januar 1927 ernannte der Papst ihn endgültig zum Apostolischen Vikar von Hankou.
Im Dezember 1944 führten die Luftstreitkräfte der US-Armee einen strategischen Bombenangriff auf Hankou durch, das vom Wang-Jingwei-Regime kontrolliert wurde. Am 10. Dezember 1944 bombardierte das US-Militär während des Luftangriffs auf Hankou versehentlich die St.-Joseph-Kathedrale in Hankou, wobei Eugenio Massi im Alter von 69 Jahren getötet wurde.